# القضايا البيئية في دلتا النيجر
تتسبب صناعة النفط في المشاكل البيئية التي يعاني منها دلتا النيجر. تبلغ مساحة الدلتا 20,000 كيلومتر مربع (7,700 ميل مربع) داخل الأراضي الرطبة التي تبلغ مساحتها 70,000 كيلومتر (27,000 ميل مربع) والمكونة بشكل أساسي من ترسبات الرواسب. يقطن هذا السهل الفيضي 20 مليون شخص و40 مجموعة عرقية مختلفة، ويشكل 7.5% من إجمالي مساحة اليابسة في نيجيريا. يعد أكبر الأراضي الرطبة ويحافظ على ثالث أكبر مستجمعات للمياه في إفريقيا. يمكن تقسيم بيئة الدلتا إلى أربع مناطق بيئية: جزر الحواجز الساحلية وغابات مستنقعات المنغروف ومستنقعات المياه العذبة والغابات المطيرة في الأراضي المنخفضة. يعد صيد الأسماك والزراعة المصدران الرئيسان لكسب الرزق بالنسبة لغالبية سكانها.
يضم هذا النظام البيئي الغني بشكل لا يصدق واحدًا من أعلى تركيزات التنوع البيولوجي على هذا الكوكب، بالإضافة إلى دعمه لوفرة من النباتات والحيوانات، والأراضي الصالحة للزراعة التي يمكنها إعالة مجموعة واسعة من المحاصيل، والأشجار الخشبية أو الزراعية، وأنواع أسماك المياه العذبة أكثر من أي نظام بيئي في غرب إفريقيا.

شهد اكتشاف النفط في منطقة دلتا النيجر تأثيرات سلبية على المنطقة أيضًا بسبب التسربات النفطية غير المسبوقة والمستمرة طوال الخمسة عقود الماضية، ما جعل المنطقة واحدة من أكثر المناطق تلوثًا في العالم. يُستشهد عادةً بالتلوث الشديد للهواء والتربة والمياه بالملوثات السامة كمثال على الإبادة البيئية. يُقدَّر أنه بينما شهد الاتحاد الأوروبي 10 حوادث تسرب نفطي في غضون 40 عامًا، سجلت نيجيريا 9343 حالة خلال 10 سنوات. ساهم إهمال صناعة النفط أيضًا في تعجيل هذا الوضع، والذي ربما يمكن تلخيصه بشكل أفضل في تقرير صدر عام 1983 عن مؤسسة النفط الوطنية النيجيرية، وذلك قبل وقت طويل من ظهور الاضطرابات الشعبية:
«لقد شهدنا التسمم البطيء لمياه هذا البلد وتدمير الغطاء النباتي والأراضي الزراعية وموارد المياه العذبة بسبب التسربات النفطية التي تحدث أثناء العمليات النفطية. لكن منذ نشأة صناعة النفط في نيجيريا، منذ أكثر من خمسين عامًا، لم تكن هناك جهود جادة وفعالة من جانب الحكومة، ناهيك عن مشغلي النفط، للسيطرة على المشاكل البيئية المرتبطة بهذه الصناعة».
يكلف التدهور البيئي الناتج عن إحراق الغاز الطبيعي، وتجريف الأنهار الكبرى، وتسرب النفط، واستصلاح الأراضي بسبب استخراج النفط والغاز في منطقة دلتا النيجر حوالي 758 مليون دولار أمريكي سنويًا. يتحمل السكان المحليون 75% من هذه التكلفة من خلال تلوث المياه، والأراضي الزراعية غير الخصبة، وفقدان التنوع البيولوجي. قد تشهد المنطقة خسارة 40% من أراضيها الصالحة للسكن خلال الثلاثين عامًا القادمة نتيجة للبناء المكثف للسدود في المنطقة.

## تسرب النفط

### حجم المشكلة
قدرت إدارة الموارد النفطية تسرّب حوالي 1.89 مليون برميل من النفط في دلتا النيجر بين عامي 1976 و1996، وذلك من إجمالي 2.4 مليون برميل تسربت في 4835 حادثًا (أي ما يعادل حوالي 220 ألف متر مكعب).  يذكر تقرير لبرنامج الأمم المتحدة الإنمائي أنه كان هناك ما مجموعه 6817 حادث تسرب نفطي بين عامي 1976 و2001، وهو ما يمثل خسارة قدرها ثلاثة ملايين برميل من النفط، لم يُستعاد أكثر من 70% منها. حدثت 69% من هذه التسربات قبالة الشواطئ، وكان ربعها في المستنقعات، وتسرب 6% منها على اليابسة. وثقت برونوين مانبي، الباحثة آنذاك في قسم إفريقيا بمنظمة هيومن رايتس ووتش، في يوليو 1997 أنه «وفقًا للتقديرات الرسمية لشركة النفط الوطنية النيجيرية، يتسرب حوالي 2300 متر مكعب (610,000 غالون أمريكي) من النفط في 300 حادث منفصل سنويًا. يمكن الافتراض بأمان أنه بسبب نقص الإبلاغ، فإن الرقم الحقيقي أعلى بكثير، إذ تضع التقديرات المحافظة الرقم الحقيقي بما يصل إلى عشر مرات أعلى».
تقدر مؤسسة النفطة الوطنية النيجيرية كمية النفط التي يجري التخلص منها في البيئة بحوالي 2300 متر مكعب (19000 برميل أمريكي) بمتوسط 300 حادث تسرب سنويًا. لا يتضمن هذا الرقم الانسكابات «الصغيرة» لذا يرى البنك الدولي أن الكمية الحقيقية للنفط المتسرب في البيئة يمكن أن تصل إلى عشرة أضعاف الكمية المعلنة رسميًا. تشمل أكبر الانسكابات الفردية انفجار منصة تكساكو البحرية التي أدت في عام 1980 إلى إغراق ما يقدر بنحو 400 ألف برميل (64 ألف متر مكعب) من النفط الخام في خليج غينيا، بالإضافة إلى تسرب خزان محطة فوركادوس لشركة رويال داتش شل، والذي نتج عنه تسرب يُقدر بحوالي 580 ألف برميل (92 ألف متر مكعب). أورد بيرد في عام 2010 تقريرًا يفيد بتسريب ما بين 9 ملايين و13 مليون برميل من النفط في دلتا النيجر منذ عام 1958. يحسب أحد المصادر أن إجمالي كمية النفط في البراميل المتسربة بين عامي 1960 و1997 يزيد عن 100 مليون برميل (16,000,000 متر مكعب). وثق تقرير الأمم المتحدة لعام 2011 أن تلوث بيئة دلتا النيجر شديد لدرجة أنه قد يستغرق الأمر ما بين 25 إلى 30 عامًا لعكس العواقب المرتبطة بالاستدامة لهذا التلوث.
حدث تسرب كارثي في الأول من مايو 2010 في منصة نفط بحرية تابعة لشركة إكسون موبيل على بعد حوالي 35-45 كيلومترًا (20 إلى 25 ميلًا بحريًا) من الشاطئ. أدى انفجار الأنبوب إلى قذف أكثر من 3.8 مليون لتر (مليون غالون أمريكي) من النفط الخام إلى الدلتا. حدث التسرب بعد 10 أيام فقط من التسرب النفطي في ديب ووتر هورايزون في خليج المكسيك، لذا لاحظ الأشخاص المتضررون من الانسكابات المتكررة في دلتا النيجر وجود «اختلافات هائلة» في الاستجابة الدولية لهاتين الكارثتين، والنقص النسبي في التغطية الإعلامية لمثل هذه الأحداث في نيجيريا.

### الأسباب
تعد معظم البنية التحتية النفطية قديمة وتفتقر إلى عمليات الفحص أو الصيانة الدورية. تحدث نصف حالات الانسكابات بسبب تآكل الأنابيب والناقلات والحوادث المرتبطة (50%)، وتشمل الأسباب الأخرى التخريب (28%)، وعمليات إنتاج النفط (21%)، إذ يرجع 1% من الانسكابات إلى معدات إنتاج غير كافية أو غير وظيفية.
يتمثل أحد الأسباب التي تفسر ارتفاع نسبة التسربات الناجمة عن التآكل في شبكة خطوط الأنابيب الواسعة النطاق التي تربط حقول النفط الصغيرة في دلتا النيجر، بالإضافة إلى شبكات عديدة من خطوط التدفق الصغيرة- وهي الأنابيب ذات القطر الضيق التي تنقل النفط من رؤوس الآبار إلى محطات التجميع- ما يوفر فرصًا عديدة لحدوث التسرب. توضع معظم خطوط الأنابيب وخطوط التدفق في المناطق البرية فوق سطح الأرض. تكون خطوط الأنابيب، التي يقدر عمرها التشغيلي بحوالي خمسة عشر عامًا، قديمة وعرضة للتآكل، ويتراوح عمر العديد من خطوط الأنابيب ما بين عشرين إلى خمسة وعشرين عامًا.
تقر شركة شل بأن «معظم المنشآت شُيدت بين ستينيات وأوائل ثمانينيات القرن العشرين وفقًا للمعايير السائدة في ذلك الوقت، وشركة شل للبترول والتنمية لن تبنيها بهذه الطريقة اليوم». تُنفذ أعمال التخريب بشكل أساسي من خلال ما يُعرف «بالتزود بالوقود» إذ يحاول المخرب إجراء وصلة غير شرعية على خط الأنابيب. يتعرض خط الأنابيب في عملية الاستخراج، للضرر أو التدمير في بعض الأحيان، وغالبًا ما يمكن بيع النفط المستخرج بهذه الطريقة.
أصبح التخريب والسرقة من خلال سحب النفط قضية رئيسية في ولايات دلتا نهر النيجر أيضًا، ما ساهم في مزيد من التدهور البيئي. قد تمر أيام دون أن تلاحظ الخطوط التالفة، ويستغرق إصلاحها وقتًا أطول. لقد أصبح سحب النفط عملًا تجاريًا كبيرًا، إذ يجري تداول النفط المسروق بسرعة في السوق السوداء.
تزداد شعبية تجارة النفط المسروق، وفي المقابل يزداد عدد الوفيات الناجمة عن الانفجارات، إذ قُتل أكثر من 200 شخص في انفجار خط أنابيب في منطقة لاغوس في نيجيريا في أواخر شهر ديسمبر 2006.
تفتقر اللوائح النيجيرية التي تحكم صناعة النفط إلى القوة، ونادرًا ما تُطبق، ما يسمح عمليًا للصناعة بتنظيم نفسها.